# Китино
Ки́тино (болг. Китино) — село в Тирговиштській області Болгарії. Входить до складу общини Антоново.

## Населення
За даними перепису населення 2011 року у селі проживали 84 особи.
Національний склад населення села:
| Національність   | Кількість осіб | Відсоток |
| ---------------- | -------------- | -------- |
| цигани           | 38             | 45,2%    |
| болгари          | 27             | 32,1%    |
| турки            | 15             | 17,9%    |
| інша             | 0              | 0%       |
| не визначились   | 4              | 4,8%     |
| Всього відповіли | 84             |          |

Розподіл населення за віком у 2011 році:
Динаміка населення: